# Victorella continentalis
Victorella continentalis är en mossdjursart som beskrevs av Guido Jozef Braem 1911. Victorella continentalis ingår i släktet Victorella och familjen Victorellidae. Inga underarter finns listade i Catalogue of Life.